# Posti Group
 Der er for få eller ingen kildehenvisninger i denne artikel, hvilket er et problem. Du kan hjælpe ved at angive troværdige kilder til de påstande, som fremføres i artiklen.

Posti Group er et finsk selskab, hvis virksomhed er inddelt i fire forskellige forretningsvirksomhedsområder: Postal Services (Postservices), Parcel and Logistics Services (Pakke- og logistikservices), Itella Russia (Itella Rusland) og OpusCapita. Den finske stat ejer alle selskabets aktier. Posti Oy har i Finland en forpligtelse til offentlig service, der blandt andet omfatter brev- og pakkeservices i alle finske kommuner i hverdagene.
Posti Oy’s omsætning i 2013 var på 1.977 millioner euro. Kunderne serviceres af Postis 26.000 professionelle ansatte.
Posti har en næsten 400-årig historie bag sig. 96 procent af omsætningen stammer fra virksomheder og foreninger. De vigtigste kundebrancher er handel, service og media. Ålands landsdistrikt har sit selvstændige postvæsen, Posten Åland.
Postis hovedkontor ligger i det nordlige Pasila i Helsinki. Postis virksomhed er inddelt i fire forretningsvirksomhedsområder. Koncernens direktør er Heikki Malinen[2] og bestyrelsesformand er Arto Hiltunen. I af 2013 havde koncernen gennemsnitligt 27.253 ansatte. Selskabets opererer i 11 lande (Letland, Litauen, Norge, Polen, Sverige, Tyskland, Slovakiet, Finland, Danmark, Rusland og Estland).

## Historie
- 6. september, 1638: Generalguvernøren Per Brahe den Yngre introducerer et postsystem i Finland, som på den tid var en del af Sverige.
- 1811: En centraladministration for postsystemet etableres af den uafhængige storhertug af Finland.
- 1845: Et pakkepostsystem blev etableret.
- 1856: Frimærker introduceres.
- 1858: Hjemmeaflevering af breve og aviser introduceres.
- 1860'erne: Posten er en af de første til at ansætte kvinder.
- 1927: Telegrafen slås sammen med posten.
- 1981: Navnet på Post og Telegraf skiftes til Post og Telekommunikation.
- 1990: Post og Telekommunikation omdannes til et offentligt selskab med finanserne adskilt fra statsbudgettet.
- 1994: Post og Telekommunikation omdannes til Suomen PT Group med underafdelingerne Finland Post Corporation til postvirksomhed og Telecom Finland Oy (senere Sonera Oy) til telekommunikation.
- 1998: Suomen PT Group opsplittes i Finland Post Corporation og Sonera Oy, begge direkte ejet af staten.
- 2001: Finland Post Corporation bliver et offentligt selskab.
- 2002: Informationslogistikforretningen udvider til Tyskland og logistikforretningen til Estland.
- 2004: Informationslogistikforretningen udvider til Estland, Letland og Litauen.
- 2005: Logistikforretningen udvider til Danmark, Letland og Litauen.
- 2006: Logistikforretningen udvider i Sverige og Norge.
- June 1, 2007: Navnet på virksomheden ændres til Itella Corporation. Ændringen er begrundet med den øgede forskelligartede og internationale virksomhed.
- 2008: Itella udvider i Rusland ved køb af logistikgruppen NLC (National Logistics Company) og kunderelationsmarketingkonsulenterne Connexions. Itella udvider til Polen gennem akkvisitionen af informationslogistikvirksomheden BusinessPoit S.A.
- 2009: Informationsforretningen udvider i Rusland og nye lande i Central- og Østeuropa. Den nye underafdeling Itella IPS Oy (Itella Payment Services) får licens som betalingsorganisation.